# Sex Up – Ich könnt' schon wieder
Sex Up – Ich könnt' schon wieder (tj. Sex UP – Už zas můžu) je německý hraný film z roku 2005, který režíroval Florian Gärtner podle vlastního scénáře. Film je pokračováním snímku Sex Up – Jungs haben's auch nicht leicht z roku 2003 a popisuje osudy tří kamarádů, kteří objeví květinu schopnou produkovat silné afrodisiakum.

## Děj
Tři kamarádi Anton, Adam a Max studují v Berlíně a jsou neustále bez peněz. Pokoušejí se o různé příležitostné brigády, ale příliš se jim nedaří. Jejich situace se ale změní v okamžiku, kdy jim v odpadkovém koši vyroste rostlina živící se pivem a pizzou, která produkuje rudý extrakt. Z něj vyrábějí afrodisiakum SEX AP, které prodávají přes internet. Pilulky se rozpouštějí v nápojích a účinkují vždy po 53 minutách. Poté se člověk dočasně intenzivně zamiluje do první osoby, na kterou právě pohlédne. Jejich finanční problémy sice zmizí, ovšem milostné vztahy i tak zůstávají komplikované. Adamova dívka Valerie studuje ve Valencii a Adam velmi žárlí na jejího kamaráda a učitele tance Juana. Antonovi se velmi líbí Natasha, která ale chodí s úspěšným podnikatelem Hubertusem von Hochstetten. Max se nevyzná ve zdejší gay scéně a obtížně hledá přítele. Rozhodnou se situaci řešit tabletkami, ale situace se jim poněkud vymkne z ruky. Adam chce dát SEX UP Juanovi, aby ho znemožnil, ale nápoj omylem vypije sám. Valerie ho poté nachytá při sexu s cizí dívkou. Adam se poté dozví, že Juan je gay a žárlil tedy zbytečně. Anton chce Natashe vysvětlit, že pilulky jsou jen vitamíny. Když jí řekne pravdu, neuvěří mu. Adam po jejich požití prchá domů, aby se omylem nezamiloval do někoho na ulici, ale v pokoji narazí na Maxe, takže s ním následně stráví noc. Hubertus von Hochstetten a jeho farmaceutická firma jsou před bankrotem a potřebují nový úspěšný prodejní artikl. Nikdo nezná výrobce SEX UP, ani z jaké rostliny pochází. Když mu Natasha řekne, že jí pilulky dával Anton, který je i vyrábí, rostliny ukradne. Ty však pomalu umírají, protože nemají správnou výživu. Unese proto Adama, aby z něj mučením získal informace. Do Berlína přijíždí právě Valerie a Juan. Valerie Adamovi odpustila. Všichni společně osvobodí Adama. S pomocí Natashi se podaří získat jednu sazenici a ostatní rostliny zničit nealkoholickým pivem. Každý z kamarádů konečně najde svou lásku – Anton Natashu, Adam Valerii a Max Juana.

## Obsazení
| André Kaminski      | Anton Ziegler zvaný Ziege        |
| Jonas Jägermeyr     | Maximilian Spackmann zvaný Max   |
| Jacob Matschenz     | Adam Hoppeszcynski zvaný Häschen |
| Thorsten Feller     | Hubertus von Hochstetten         |
| Susan Hoecke        | Natascha                         |
| Zoe Weiland         | Valerie                          |
| Mareike Lindenmeyer | Ines                             |
| Sabine Kaack        | Gabi                             |
| Marcus Kaloff       | Klaus                            |
| David Montero       | Juan                             |
| Eva Weißenborn      | paní Pakowski                    |